# Wolfgang Häusler (Historiker)
Wolfgang Häusler (* 17. Mai 1946 in St. Pölten) ist ein österreichischer Historiker, Universitätsprofessor der Universität Wien im Ruhestand und Mitglied des Instituts für Österreichische Geschichtsforschung.

## Leben
Häusler studierte 1964 bis 1970 Geschichte und Kunstgeschichte an der Universität Wien und erwarb dort 1970 an der Geisteswissenschaftlichen Fakultät sub auspiciis das Doktorat der Philosophie. 1978 habilitierte er sich mit der Arbeit Vom Pauperismus zur Arbeiterbewegung. Demokratie und soziale Frage in der Wiener Revolution von 1848. Er wurde 1983 außerordentlicher und 1984 ordentlicher Professor für österreichische Geschichte an der Universität Wien. Am 1. Dezember 2003 trat er seinen Ruhestand an.
Häuslers Forschungsschwerpunkte sind die Geschichte Österreichs, insbesondere Wiens und Niederösterreichs mit dem Fokus auf Vormärz und Revolution 1848 sowie Geschichte der Demokratie und der Arbeiterbewegung, die Geschichte der Juden in der Habsburgermonarchie, österreichische Literaturgeschichte und Bildungsgeschichte.

## Auszeichnungen
- 1978: Wissenschaftspreis des Landes Niederösterreich (Förderungspreis)
- 1981: Victor-Adler-Staatspreis für Geschichte sozialer Bewegungen
- 2019: Wissenschaftspreis der Margaretha Lupac-Stiftung[1]

## Schriften (Auswahl)
- Von der Massenarmut zur Arbeiterbewegung. Demokratie und soziale Frage in der Wiener Revolution von 1848. Jugend und Volk, Wien/München 1979, ISBN 3-7141-6550-9 (Verlagsausgabe der Habilitationsschrift).
- Judaica. Kult und Kultur des europäischen Judentums. Jugend und Volk, Wien/München 1979, ISBN 3-7141-6795-1.
- Das galizische Judentum in der Habsburgermonarchie im Lichte der zeitgenössischen Publizistik und Reiseliteratur von 1772–1848. Oldenbourg, München 1979, ISBN 3-486-49511-9.
- (Hrsg.) mit Ernst Violand: Die soziale Geschichte der Revolution in Österreich 1848. Österreichischer Bundesverlag, Wien 1984, ISBN 3-215-05479-5.
- (Hrsg.): Geld. 800 Jahre Münzstätte Wien. Kunsthistorisches Museum, Wien 1994.
- (Hrsg.) mit Ernst Bruckmüller: 1848. Revolution in Österreich. Österreichischer Bundesverlag, Wien 1999, ISBN 3-215-13631-7.
- Ideen können nicht erschossen werden. Revolution und Demokratie in Österreich 1789–1848–1918. Molden Verlag, Wien/Graz/Klagenfurt 2017, ISBN 978-3-222-15009-8.